# Kwarasi
Kwarasi es una ciudad censal situada en el distrito de Aligarh en el estada de Uttar Pradesh (India). Su población es de 15763 habitantes (2011). 

## Demografía
Según el censo de 2011 la población de Kwarasi era de 15765 habitantes, de los cuales 8269 eran hombres y 7494 eran mujeres. Kwarasi tiene una tasa media de alfabetización del 74,60%, superior a la media estatal del 67,68%: la alfabetización masculina es del 82,83%, y la alfabetización femenina del 65,60%.